# Monodontomerus aereus
Monodontomerus aereus är en stekelart som beskrevs av Walker 1834. Monodontomerus aereus ingår i släktet Monodontomerus och familjen gallglanssteklar. Inga underarter finns listade i Catalogue of Life.